# اداره خشونت علیه زنان
اداره خشونت علیه زنان (به انگلیسی: Office on Violence Against Women) به اختصار (OVW) بر اساس قانون خشونت علیه زنان در سال ۱۹۹۴ تأسیس شد. این قانون در سال ۲۰۰۵ و دوباره در سال ۲۰۱۳ بازنویسی شد. قانون خشونت علیه زنان به اداره خشونت علیه زنان نیاز دارد تا به خشونت علیه زنان در بسیاری از مناطق مختلف، از جمله در پردیس دانشگاهی و خانه‌های مردم پاسخ دهد. دفتر خشونت علیه زنان برای اجرای عدالت و تقویت خدمات برای قربانیان خشونت خانگی، تجاوز جنسی و موارد دیگر مورد به وجود آمده است. 
اداره خشونت علیه زنان توسط یک مدیر اداره می‌شود که توسط رئیس‌جمهور ایالات متحده آمریکا منصوب شده و توسط مجلس سنای ایالات متحده آمریکا تایید شده است.

اداره خشونت علیه زنان به عنوان بخشی از وزارت دادگستری ایالات متحده آمریکا برای کمک به جوامع سراسر آمریکا فدرال گرنت دریافت می‌کند. این کمک‌های مالی برای ایجاد همکاری‌های موفق بین مقامات فدرال، ایالتی، قبیله‌ای و محلی و همچنین ارائه خدمات مفید برای قربانیان خشونت خانگی، تجاوز جنسی و قاچاق استفاده می‌شود.  دفتر امور خشونت علیه زنان در سال مالی ۲۰۱۷ مبلغ ۴۵۰٬۰۰۰٬۰۰۰ دلار کمک‌های مالی اعطا کرد. از زمان آغاز به کار این اداره بیش از ۶ میلیارد دلار کمک‌های مالی به این پروژه‌ها اختصاص داده است.